# نبرد لوتسن
نبرد لوتسن در سال ۱۶۳۲ میلادی روی داد.
بر اساس گاه‌شماری ژولینی در ششم نوامبر ۱۶۳۲ و بر اساس گاه‌شماری میلادی یا گریگوری، در شانزدهم نوامبر ۱۶۳۲، نبرد لوتسن در نزدیک روستایی به همین نام رخ داد. این جنگ یکی از بزرگ‌ترین رویارویهای نظامی در طول جنگ سی ساله بود. این جنگ میان ارتش پروتستان سوئد به فرماندهی گوستاو آدولف دوم و ارتش قیصری (آلمان کنونی) و کاتولیک به فرماندهی فیلد مارشال آلبرچت ون والنستین روی داد.
این جنگ با پیروزی پرهزینه سوئدیها پایان یافت. نزدیک ۱۰۰۰۰ سرباز به همراه گوستاو آدولف دوم شاه سوئد و گوتفرید هاینریش گراف تسو پاپن‌هایم ژنرال ارتش قیصری (آلمان کنونی) جان خود را در این جنگ از دست دادند. مرگ گوستاو آدولف دوم، ضعف ارتش پروتستان سوئد به سود ارتش قیصری را در پی داشت. پس از کشته شدن شاه، فرماندهی ارتش سوئد را دوک برنهارد ویمار بر عهده گرفت.

## پیشینه
قشون سوئد قبل از رسیدن به لوتسن شهر بایرن را به کنترل خود درآورده بود و مبلغ ۳۰۰۰۰۰ ریکس دالر غرامت را در تاریخ هفتم می از ساکنان مونیخ گرفته بود. در حالی که با سرعت چهار مایل در ساعت در حال عقب‌نشینی بود، در سی ام اکتبر به ناومبورگ در نزدیکی لوتسن رسید. در آنجا جهت دریافت نیروی کمکی از سوی امرای انتخابگر زاکسن و لونه بورگ اتراق می‌کند. فیلد مارشال آلبرچت ون والنستین در بیست و دوم اکتبر جهت پیوستن به گوتفرید هاینریش گراف تسو پاپن‌هایم وارد لایپزیگ و در بیست و نهم اکتبر به او می‌پیوندد.
والنستاین در سی ام اکتبر در حالی که از ارفورت به سوی وایسنفلس در حرکت بود گزارشی مبنی بر تصرف تورینگن توسط سوئدیها دریافت می‌کند. او دو هنگ را جهت تصرف و غارت ناومبورگ اعزام می‌کند. هم‌زمان خود او جهت بستن محل عبور از رود زاله بر سپاه سوئد اقدام می‌کند. اما او گزارشی مبنی بر عبور گوستاو آدولف دوم و لشکریانش از رود زاله و رسیدن آن‌ها به نوامبورگ و ایجاد استحکامات در آنجا دریافت می‌کند.
والنستاین در نزدیکی وایسنفلس جهت جنگ شروع به آمادگی و تدارکات می‌کند و منتظر حمله به سوئدیها می‌ماند. اما چنین چیزی روی نمی‌دهد. او لحظه‌ای جهت انجام حمله درنگ می‌کند. او مطلع می‌شود که سوئدیها جبهه خود را مستحکم کرده و او به جای حمله تصمیم می‌گیرد که منتظر بماند.
شورای جنگ تصمیم می‌گیرد که پاپن‌هایم با هنگ مخصوص محاصره نظامی و دو هنگ سواره نظام و شش هنگ پیاده‌نظام جهت تصرف قصر موریتسبورگ به سوی شهر هاله حرکت کند تا بتواند بعد از آن نیدرزاکسن را تصرف کند. آن‌ها در چهارم نوامبر حرکت خود را آغاز می‌کنند. والنستاین می‌خواهد که به سوی لوتسن عقب‌نشینی کند. او می‌خواهد با این کار سوئدیها را فریفته و آن‌ها را ز ناومبورگ بیرون بکشد یا اینکه به سوی شمال حرکت کرده و به پاپن‌هایم و لشکریانش جهت نجات موریتسبورگ بپیوندد. اما اگر سوئدیها همچنان تصمیم می‌گرفتند که در جای خود بمانند او مجبور به حرکت به سوی قرارگاه زمستانی در بین لایپزیک و درسدن می‌شد.
گوستاو آدولف حقیقتاً بر آن بوده است که به سوی شرق جهت پیوستن به ساکسونها حرکت کند و در صبح پنجم نوامبر از استحکامات خود در ناومبورگ خارج می‌شود. سپس او گزارشی مبنی بر حرکت پاپن‌هایم و بخشی از لشکریان دریافت می‌کند و بنابراین او منصرف شده و تصمیم می‌گیرد به جای آن به نیروهای والنستاین در نزدیکی لوتسن حمله کند و بدین شکل مسیرش را به سوی شمال تغییر می‌دهد.
قصر وایسنفلس در نزدیک ظهر توسط سوئدیها تصرف و آن‌ها خود را به رودخانه ریپاچ می‌رسانند. سپاه قیصری روز قبل پیشرفت کرده بود. جاده کاملاً خراب بود و بنابراین گوستاو آدولف مجبور می‌شود که در سمت شرق محل عبوری جهت گذشتن از رود و در نزدیکی روستای ریپاچ بیابد. یک سرهنگ کروات به نام ایسولانی مسئول مراقبت از گذرگاه بوده و می‌تواند برای چندین ساعت مقاومت کند قبل از آنکه مجبور به عقب‌نشینی به سوی لوتسن شود. عبور از گذرگاه برای سربازان سوئدی بسیار سخت زمانبر بوده و قبل از عبور تمامی سربازان غروب فرا می‌رسد و بدین ترتیب نقشه گوستاو آدولف برای حمله در همان روز عملی نمی‌شود. ارتش سوئد در شمال ریپاچ کمپ شبانه زده و مستقر می‌شود.
شورای نظامی ارتش سوئد تشکیل جلسه می‌دهد. ارتش قیصری که در روستاهای اطراف لوتسن پراکنده شده بود فرصت می‌یابد که خود را جمع کند. همچنین این امکان به وجود می‌آید که نیروهای پاپن‌هایم بازگشته و ارتش قیصری را مستحکمتر سازند. آن‌ها راجع به این مسئله بحث می‌کنند که می‌توانند تا آمدن نیروهای یوهان جورج و سپاه ساکسونش می‌توانند عقب‌نشینی کرده و سپس حمله کنند. دودو ون کنیپهاوسن تأکید می‌کند که باید منتظر ماند اما برنارد وایمر موافق حمله بدون درنگ بوده و شاه نیز نظر او را پذیرفته و تصمیم می‌گیرند که چند ساعت قبل از صبح حرکت کنند.
سپاه به سه بخش تقسیم می‌شود؛ سواره نظام در جناحین، پیاده‌نظام در وسط و پشتیبانی در پشت جبه قرار می‌گیرند. ساعت چهار و پنج صبح در حالی که هوا هنوز تاریک بوده فرمان حرکت داده می‌شود. مسیر حرکت جاده شمال شرقی به سوی لوتسن بوده است. آن‌ها با شروع بامداد به روستای روکن می‌رسند.
شلیک توپها از قصر واسنفلس، والنستاین را از حمله سوئدیها مطلع می‌کند. او تصور می‌کرده که ارتش سوئد جهت پیوستن به ساکسونها یا مقابله با پاپن‌هایم به سوی شرق حرکت خواهند کرد. والنستاین نیروهایش را که در اطراف پراکنده شده بودند جمع می‌کند. برای چندی او از هدف واقعی سوئدیها مطمئن نبوده و برای همین در فرستادن پیام برای پاپن‌هایم جهت کمک تأمل می‌کند. پیغام درست یک روز بعد و زمانی به دست پاپن‌هایم می‌رسد که جنگ شروع شده است. پاپن‌هایم که موریتسبورگ را تصرف کرده بود و نیروهایش جهت چپاول در هاله پراکنده شده بودند نمی‌تواند بلافاصله نیروهایش را جمع و به یاری والنستاین بشتابد.

## تدارکات و آمادگیهای جنگ

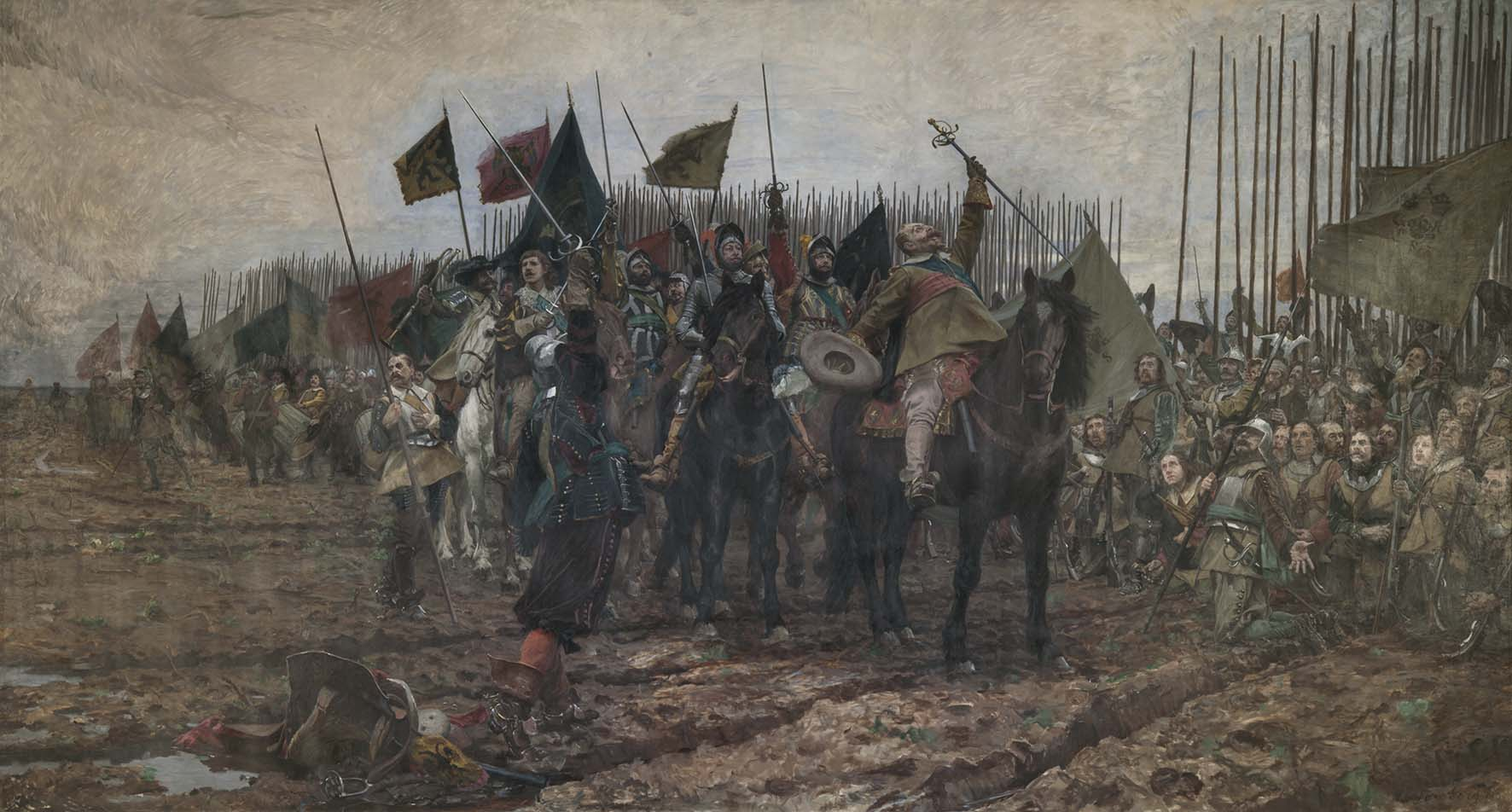
Nils Forsberg, Gustav II Adolf

در فاصله‌ای نزدیک به لوتسن رودخانه موهلگرابن واقع شده است و جهت رسیدن به لوسن باید از آن عبور کرد. مسیر عبور از رودخانه چندان دشوار نیست هرچند رودخانه از چمنزارهای باتلاقی و عمیق عبور می‌کند. درست بعد از گذرگاه منطقه‌ای جنگلی قرار دارد که بیرون شهر واقع شده است. آشپزخانه قشون از از روستای روکائو به سوی شرق رفته و در نزدیک روستای میوخن واقع در جنوب لوتسن چادر می‌زنند. قشون به شکل دو خط اصلی در قلب سپاه و دو جناح مستقر می‌شود.
بخش پیشین سپاه سوئد که توسط ژنرال نیلسبراهه بزرگ فرماندهی می‌شود شامل تیپ زرد (متشکل از سربازان المانی) تحت فرمان مستقیم خود نیلسبراهه، تیپ سبز (متشکل از سربازان المانی) تحت فرماندهی ویلدنستین، تیپ آبی (متشکل از سربازان المانی) تحت فرماندهی وینکل و تیپ سوئدیها (متشکل از سربازان سوئدی) تحت فرماندهی گابریل شیله، می‌شد.
خط دوم قلب سپاه تحت رهبری سرلشکر دودو ون کنیپهاوسن بود و متشکل از پیاده‌نظام و سربازان آلمانی بود. خط مقدم جناح چپ تحت رهبری برنهارد ویمار بود و شامل سربازان آلمانی، سربازان کورلاندی و سربازان لیوونی با فرماندهی سرهنگ کورویله، کارل گوستاو ورانگل، هانس هنریک تیسنهاوسن و کاربری بود. سرلشکر کاوس کونراد ونبولاچ رهبری بقیه جناح چپ را به عهده داشت.
رهبری خط مقدم جناح راست را خود شاه به عهده داشت. این جناح متشکل از سربازان اسمولاندی به فرماندهی فردریک ستنبوک، سربازان اوستریوتلندی به فرماندهی روتکریچ، سودرمانلندیها به فرماندهی ساکف، وستریوتلندیها به فرماندهی اریک سوپ و فنلاندیها به فرماندهی توشتن ستولهاندسکه بود. بقیه جناح که متشکل از سربازان آلمانی بود تحت فرماندهی سرلشکر هوفیکریکن بود.
والنستاین از قبل سربازانش را آماده و بشکلی مشابه جناح‌بندی کرده بود و یکی از جناحها جهت جلوگیری از حمله به شهر سازماندهی شده بود. نقشه سوئدیها جهت حمله گازانبری سبب تأخیر در جنگ شد زیرا آن‌ها مجبور بودند جهت این کار و دور زدن دشمن مسافت زیادی را طی کنند. این مسئله باعث شد تا پاپن‌هایم و سربازانش بتوانند به موقع خود را به والنستاین و میدان جنگ برسانند. جناح راست سواره نظام تحت فرماندهی فیلد مارشال هنریک هولک بود؛ و جناح چپ نیز تحت فرماندهی یوهان ونگوتسن بود. جناح راست بیشتر از سربازان کروات و مجارستانی تشکیل شده بود. جناح چپ نیز شامل سواره نظام به فرماندهی فرماندهان، کولردو، مونتسوسولی، سپاره، شاومبورگ، آتاویو پیسولومینی بود. قلب سپاه شامل ۶۰۰۰ سرباز بود که خط مقدم آن از سوی برتهولد والنستاین به همراه چیسا و ساولی و کرونینی رهبری می‌شد. فرماندهی بخش راست قلب سپاه را ماتیاس گالاس، گرانا و گونزگا بر عهده داشتند. در طرف چپ نیز گیسا، کونتررا و برنر فرمانده بودند. فرماندهی پشت سپاه که به شکل مربع بود بر عهده کونتررا، فوگر و ساچسن لاونبرگ بود.

## نبرد

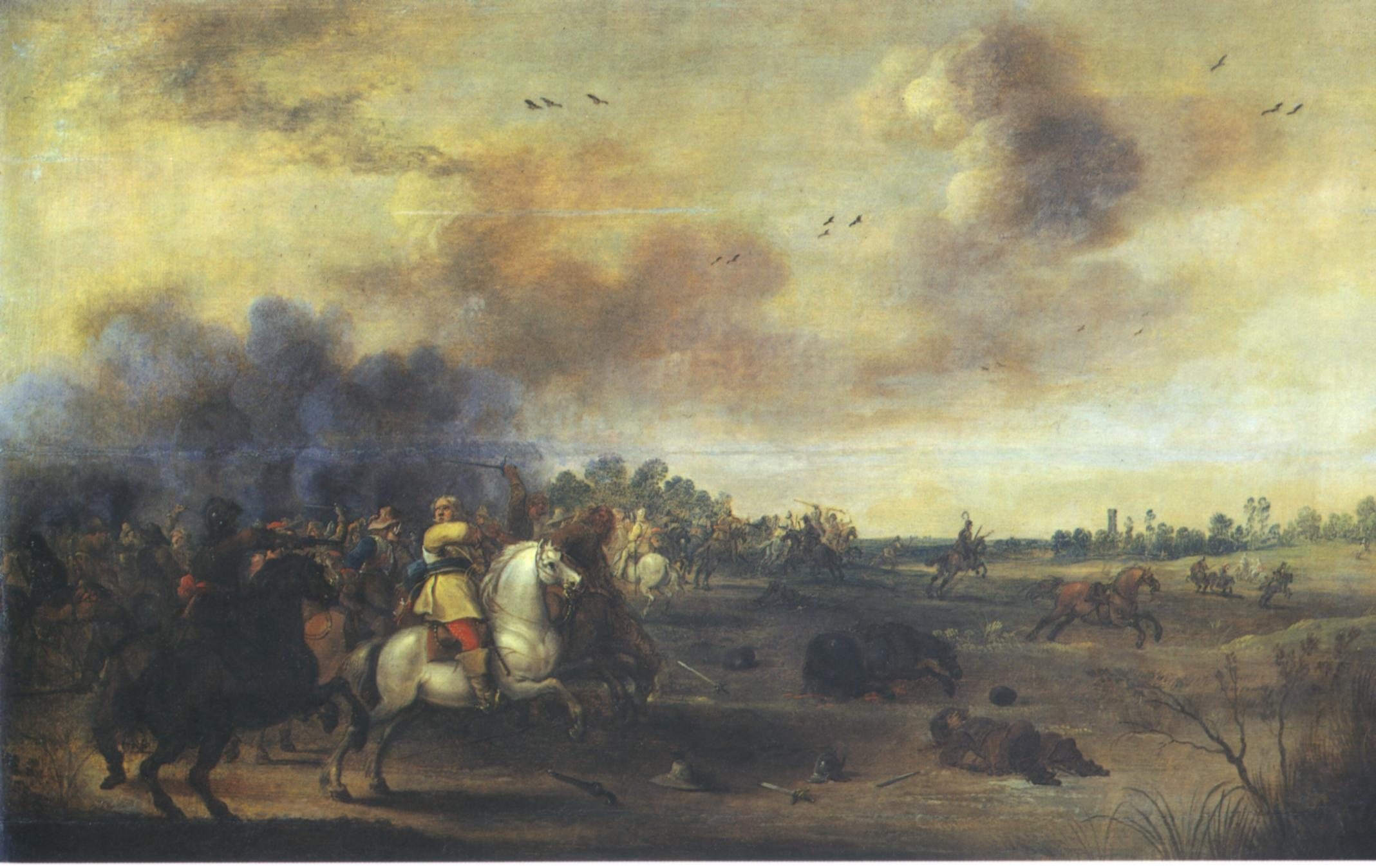
Meulener Gustav Adolf in der Schlacht bei Lützen

مه غلیظ بامدادی پیشروی ارتش سوئد را در پی داشت اما در ساعات یازده رفته رفته از غلظت آن کاسته می‌شد. دیده شدن سربازان سوئدی آغاز نبرد را در پی داشت. توپخانه‌های هر دو طرف شروع به شلیک کردند. سوئدیها که در حال پیشروی بودند در حدود ساعت دوازده به جاده اصلی رسیدند. جناح چپ به رهبری برنهارد ویمار در آستانه تصرف توپخانه ارتش قیصری بود که در پشت جاده قرار داشت و تعداد زیادی از نفرات خود را از دست داده بود. نیلس براهه همرا با پیاده‌نظام خود را به جاده رساند درست جایی که جاده پیچ می‌خورد و کوتاهترین راه بود. گابریل شیله همراه با تیپ سوئدی در صف مقدم حرکت می‌کرد. بعد از آن‌ها تیپ زرد و سپس تیپ آبی به رهبری وینکل قرار داشتند. هنگامی که تیپ آبی به نزدیک توپخانه دشمن رسید، به مواضع آن‌ها حمله برده و و موفق به فتح آن شد. بعد از توپخانه گروهی از پیاده‌نظام دشمن به رهبری آلبرت ون والنستاین پسر و برتولد والنستاین قرار داشتند. درست در پشت سر آن‌ها و در گوشه راست، یک واحد دیگر به فرماندهی عالیجناب گرانا وجود داشت. تیپ سوئدیها به سربازان گرانا و تیپ زرد به سربازان تحت رهبری برتولد وانستاین حمله کردند. ارتش قیصری مجبور به عقب‌نشینی شد و برتولد والنستاین نیز زخمی شد.
تیپ سوئدیها که در حال پیشروی بود توسط توپهایی که در نزدیک آسیابهای بادی قرار داشتند مورد اصابت قرار گرفته و مجبور مشوند که در سمت چپ موضع بگیرند. در آنجا یک خانه آسیابان در یک شیپ تند از آن‌ها محافظت می‌کرد. توپخانه سوئدیها از مرکز به سوی جلو و درست میان تیپهای سبز و آبی مستقر شده بود تا بتواند توپخانه سپاه قیصری را متوقف کند. در جناح راست سربازان سوئدی بدون آنکه با شلیک تفنگهای فتیله‌ای متوقف شوند به جلو کشیده و به سپاه قیصری هجوم می‌کنند. فنلاندیهای تحت رهبری ستولهاندسکه که در عقب جناح راست قرار داشتند به سمت جلو آمده و بعد از آن‌ها اسکادرانهای دیگر و سپس اسمولاندی قرار داشتند. سوارکاران فنلاندی بدون آنکه منتظر نیروهای تقویتی باشند به سواره نظام متشکل از کرواتها در جناح خود حمله می‌کنند. کرواتها عقب‌نشینی می‌کنند. آن‌ها از بیراهه طولانی خود را به روستای موشن می‌رسانند تا از آنجا و قبل از رسیدن شب به سوئدیها حمله کنند. سواره نظام زرهی قیصری که پشت سر آن‌ها قرار داشت وارد نبرد در این جناح می‌شود. شاه گزارشی مبنی بر خطری که پیاده‌نظام جناح راست را تهدید می‌کند دریافت می‌کند و خود را به جناح چپ می‌رساند، جایی که اسمولاندیها موضع گرفته بودند.. فرمانده آن‌ها فردریک ستنبوک به وسیله یک گلوله شلیک شده از تفنگ فتیله‌ای زخمی شده بود.
شاه به اسمولاندیها دستور می‌دهد که تحت رهبری او حمله جدیدی را انجام دهند. آن‌ها با سواره نظام زرهی سپاه قیصری به فرماندهی یوهان ونگوتسن درگیر می‌شوند. در همان لحظه مه شروع به کاهش می‌کند و و یک تفنگدار قیصری بازوی شاه را مورد اصابت قرار می‌دهد. شاه به فرانس آلبرکت لونبری فرمان می‌دهد که او را به یک جای امن خارج از میدان نبرد ببرد. اما آن‌ها توسط سواره نظام دشمن محاصره می‌شوند. (ادامه این بخش را در قسمت کشته شدن شاه و در پایین می‌توانید بخوانید).
سواره نظام سوئدی مجبور می‌شود که به نزدیک جاده و روبروی شهر بازگردد. حتی جناحهای دیگر نیز مجبور به بازگشت می‌شوند. در حالی که برنهارد وایمار شدیداً جاده را مورد حمله قرار می‌دهد و پیاده‌نظام می‌تواند خانه آسیابانی را تصرف کند با حمله شدید سواره نظام قیصری روبرو شده و مجبور به عقب‌نشینی می‌شوند.
بعد از مرگ شاه برنهارد وایمار فرماندهی را بر عهده می‌گیرد و به جنگ ادامه می‌دهد. او هنگهای سواره نظام باقی‌مانده را فرا خوانده و به دو هنگ دستور می‌دهد که به سمت شهر مرشبوریوگن پیشروی کنند و خود را به پیاده‌نظام در سمت راست برسانند. هم‌زمان دستور می‌دهد که بقیه سواره نظام شکاف به وجود آمده در جناح چپ را پر کنند. برنهارد فرماندهی سواره نظام را به ستولهندسکی واگذار می‌کند. ساعت دو بعد از ظهر حمله جدید آغاز می‌شود. حمله مؤثر واقع می‌شود. نیلس براهه با تیپ تحت فرمان خود به جاده حمله کرده و آنجا را بازپس می‌گیرند. برهارد وایمار با بقیه سپاه به آسیابهای بادی حمله کرده و آنجا نیز پس گرفته می‌شود. هم‌زمان سپاه قیصری به توپ بسته می‌شود. ستولهاندسکی دشمن را مجبور به عقب‌نشینی می‌کند. هم‌زمان انفجار شدید واگنهای باروت در بخش تدارکات سپاه قیصری و باعث ایجاد رعب و وحشت میان آن‌ها می‌شود. ناگهان در ساعت سه بعد از ظهر پاپن‌هایم به همراه چهار هنگ سواره نظام از راه می‌رسد. او بدون درنگ به جناح راست سپاه سوئد حمله می‌کند. پاپن‌هایم به سختی توسط سواره نظام سوئد زخمی می‌شود (او روز بعد جانش را از دست می‌دهد). اما سربازان والنستاین و پیکولومینی به حمله خود به جناح راست ادامه داده و سواره نظام سوئد با دادن تلفات بسیاری مجبور به عقب‌نشینی می‌شود. یک گلوله به زانوی چپ نیلس براهه اصابت می‌کند و زخمی می‌شود. تیپ آبی نیز شدیداً مورد حمله قرار می‌گیرد. سرهنگ وینکل از ناحیه دست و بازو زخمی می‌شود. معاون او سرهنگ دوم کاسپر ولف نیز کشته می‌شود.

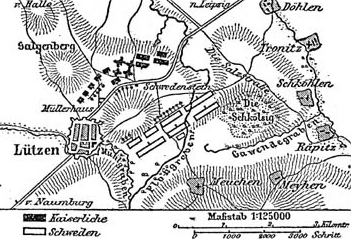
Lützen

اما در جناح چپ وضعیت چندان تغییر نکرده است. هولک که فرماندهی سواره نظام را در این جناح بر عهده دارد، تلاشش برای عقب راندن سوئدیها ناکام می‌ماند. قلب سپاه سوئد که سالم مانده است حمله دومی را تدارک دیده و به سوی جاده پیشروی می‌کند. سپاه قیصری با سرسختی مقاومت می‌کند اما مجبور به عقب‌نشینی می‌شود. در حالی که مه همه جا را می‌پوشاند شب نیز فرا می‌رسد. والنستاین به سوی شمال عقب‌نشینی می‌کند. هنگامی که پی می‌برد توسط سوئدیها تعقیب نمی‌شود، اتراق کرده و سعی می‌کند سپاهیانش را جمع کند. شش هنگ پیاده‌نظام پاپن‌هایم نیز خود را به میدان نبرد می‌رسانند. شورای جنگ تصمصم بر ادامه نبرد میکیرد اما والنستاین نمی‌خواهد که تمتم سپاهش را از بین ببرد. او بعد از چند ساعت استراحت لشکریانش را به سوی شهر لایپزیگ حرکت می‌دهد.

## کشته شدن شاه

Streiff - Livrustkammaren - 50043

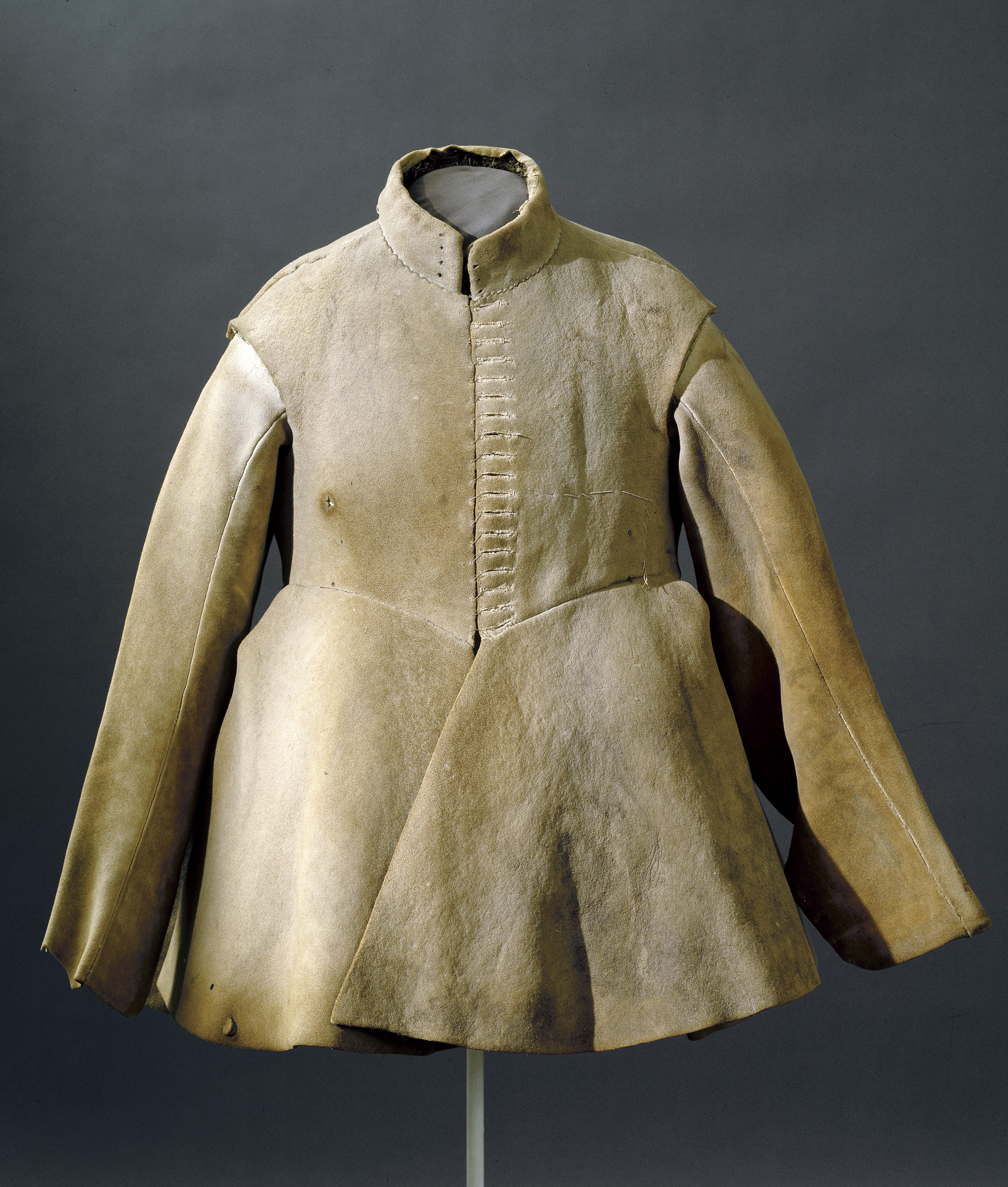
Kyller - Livrustkammaren - 30083

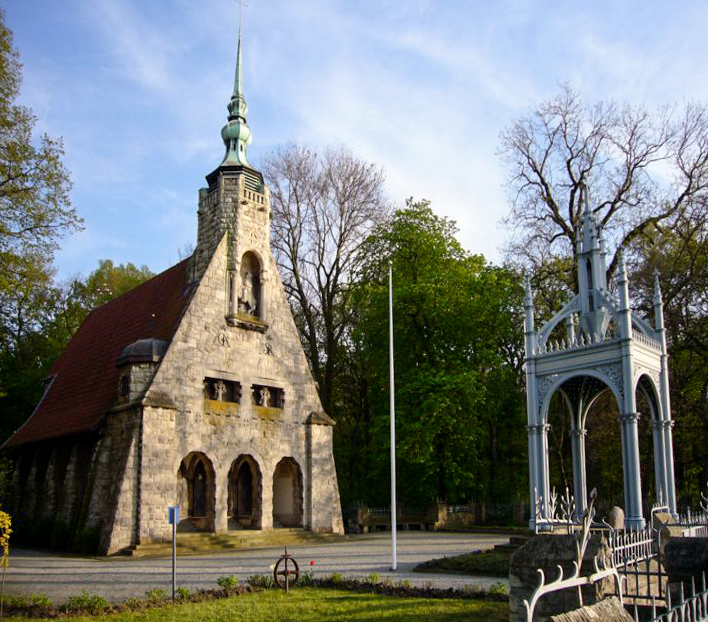
Gustav-Adolf-Luetzen

شاه گوستاو آدولف دوم عملکردش در جنگیهایی که در آن مشارکت داشت مبنی بر تصمیمات تاکتیکی مشخص و سریعی بود که اغلب خطرات بسیاری را برای شخص خود او نیز دربرداشت. رهبری او در نبرد لوتسن، از جمله عملکردهای سرنوشت ساز او بود که ناشی از این شیوه تصمیم‌گیری بود. او فکر می‌کرد که پیروزی زمانی برای سوئدیها به دست می‌آید که قلب سپاه سوئد بتواند به حمله خود که موقتاً مختل شده بود ادامه داده و نیروهای پاپن‌هایم که دچار بی نظمی و آشوب شده بودند پا به فرار بگذارند. او همچنین می‌دانست که حضورش در خط مقدم، جرقه‌ای خواهد بود که به این حمله سرعت خواهد بخشید.
گوستاو آدولف دوم، هدف گلوله‌ای قرار می‌گیرد که بازوی چپ او را درست بالای آرنجش درهم شکسته بود. هم‌زمان اسب او نیز از ناحیه گلو مورد اصابت قرار می‌گیرد و این افسار کشیدن اسب را مشکل می‌کند. در مه غلیظ و دود برخاسته از شهر در حال سوختن لوتسن، شاه به میان نیروهای دشمن می‌رود. گلوله‌ای از ناحیه پشت و گلوله دیگری، سینه او رامیشکافد و از اسب به زمین می‌افتد. در حالی که نقش بر زمین شده است، گلوله کشنده دیگری به شقیقه اش برخورد می‌کند. لباس‌ها و طلاهای شاه مرده تاراج و تنها با یک دست روپوش و جوراب‌های بلند در میدان جنگ رها می‌شود. (بر اساس شواهد اوتاویو پیکولومینی که روپوش و لباسهای شاه را برمی‌دارد).
نیمتنه و روپوش شاه همچون پیشکش به وین و برای امپراتور مقدس روم فرستاده می‌شود. اسب شاه به نام استریف با رژه به سوی شهر والگاست برده می‌شود و در آنجا می‌میرد. پوست اسب کنده شده و به سوئد فرستاده می‌شود. در آنجا پوست بر یک فرم چوبی پوشانده می‌شود. در طی قرن شانزدهم استریف همچون یادبودی از گوستاو آدولف دوم در روستکامارن به نمایش در می‌آید. امروزه استریف همراه چیزهای بسیار دیگری از نبرد لوتسن در موزه لیوروست کامارن در استکهلم نمایش داده می‌شود.